# Racing Besançon (féminines)
Maillots
La section féminine du Racing Besançon est un club de football féminin français basé à Besançon et fondé sous le nom d'Union Football Féminin Besançon avant d'être intégré au club masculin de la ville en 2003.
Les Bisontines atteignent pour la première fois de leur histoire la Division 1 en 1988, et y évolue trois saisons avant de plonger au début des années 1990. De retour en seconde division en 2000, le club va ensuite stagner en troisième division jusqu'à la dissolution de celle-ci et un remontée en Division 2, qui se conclura par une nouvelle relégation.
L'équipe fanion du club, entrainée par Clément Bruot, participe au Départemental 1 après sa relégation de Régional 1 et évolue au stade de la Source.

## Palmarès
(août 2022).
Le tableau suivant liste le palmarès du club actualisé à l'issue de la saison 2011-2012 dans les différentes compétitions officielles au niveau national et régional.
| Compétitions régionales                          | Équipes réserve                            |
| - Division d'Honneur (2) - Champion : 2012, 2016 | - Division d'Honneur (1) - Champion : 2007 |

## Bilan saison par saison
Le tableau suivant retrace le parcours du club depuis la création de la première division en 1974.
| Édition'  | Division 1 | Division 2             | Division 3                          | Divisions Régionales                  | Coupe de France     |
| 1974-1988 | -          | Championnat inexistant | Championnat inexistant              | …                                     | Coupe inexistante   |
| 1988-1989 | 4e (Gr. B) | Championnat inexistant | Championnat inexistant              | -                                     | Coupe inexistante   |
| 1989-1990 | 9e (Gr. A) | Championnat inexistant | Championnat inexistant              | -                                     | Coupe inexistante   |
| 1990-1991 | -          | Championnat inexistant | Championnat inexistant              | …                                     | Coupe inexistante   |
| 1991-1992 | 7e (Gr. A) | Championnat inexistant | Championnat inexistant              | -                                     | Coupe inexistante   |
| 1992-2000 | -          | …                      | Championnat inexistant              | …                                     | Coupe inexistante   |
| 2000-2001 | -          | 5e (Gr. B)             | Championnat inexistant              | -                                     | Coupe inexistante   |
| 2001-2002 | -          | 10e (Gr. B)            | Championnat inexistant              | -                                     | non connu           |
| 2002-2003 | -          | -                      | 3e (Gr. B)                          | -                                     | 16e de finale       |
| 2003-2004 | -          | -                      | 4e (Gr. B)                          | -                                     | Demi-finaliste      |
| 2004-2005 | -          | -                      | 7e (Gr. B)                          | -                                     | non connu           |
| 2005-2006 | -          | -                      | 3e (Gr. B) 4e (Tournoi Final Gr. A) | -                                     | 16e de finale       |
| 2006-2007 | -          | -                      | 3e (Gr. D) 3e (Tournoi Final Gr. B) | -                                     | 8e de finale        |
| 2007-2008 | -          | -                      | 5e (Gr. C)                          | -                                     | 1er Tour Fédéral    |
| 2008-2009 | -          | -                      | 5e (Gr. B)                          | -                                     | 2e Tour Fédéral     |
| 2009-2010 | -          | -                      | 3e (Gr. B)                          | -                                     | 1er Tour Fédéral    |
| 2010-2011 | -          | 11e (Gr. C)            | Championnat inexistant              | -                                     | 16e de finale       |
| 2011-2012 | -          | -                      | Championnat inexistant              | 1er (Division Honneur) 2e (CIR Gr. C) | 32e de finale       |
| 2012-2013 | -          | -                      | Championnat inexistant              | Compétition à venir                   | Compétition à venir |